# Tandem Computers
 (septembre 2016).
Améliorez-le ou discutez des points à vérifier. 

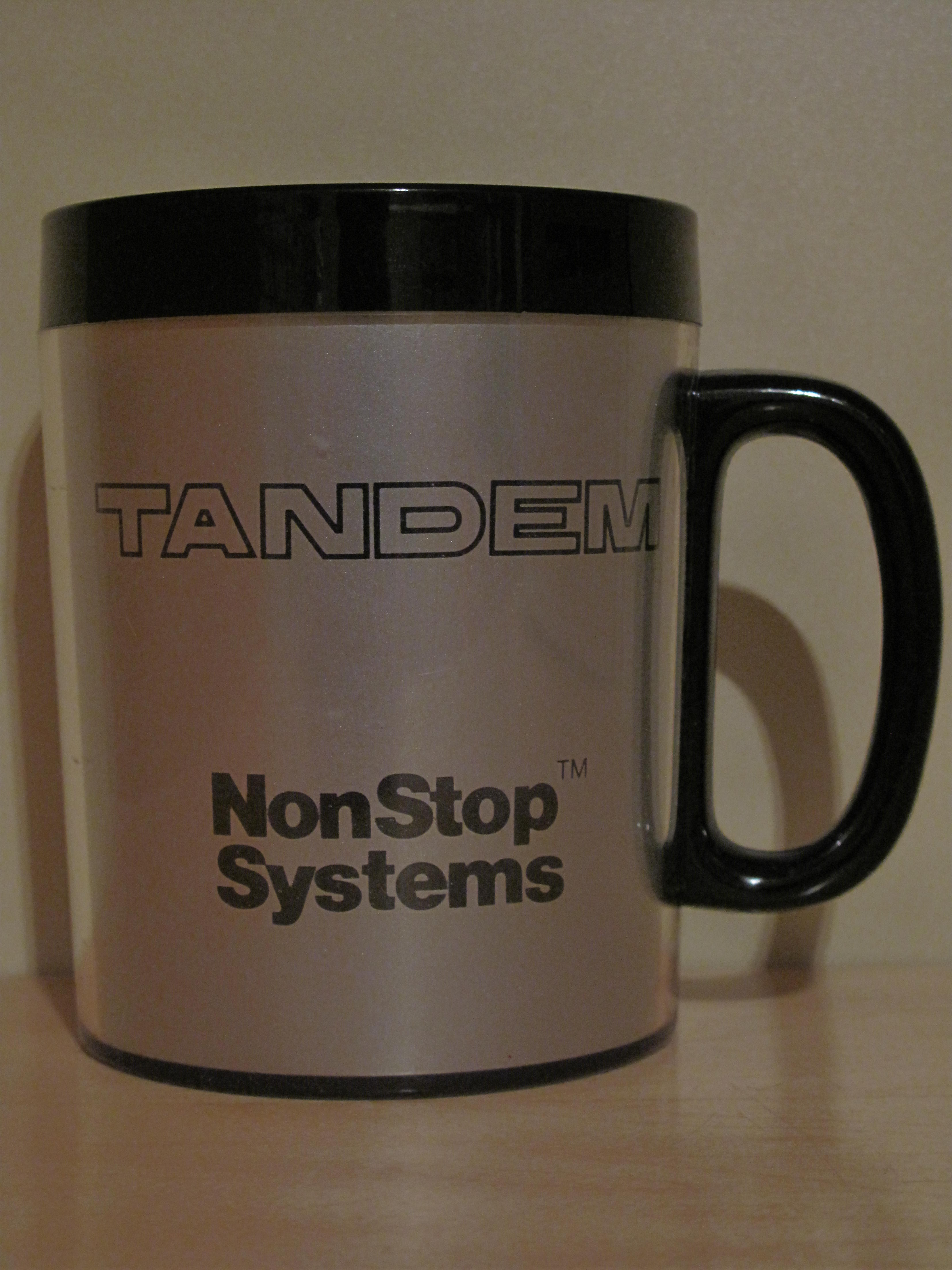
Mug publicitaire

Tandem Computers fut un des premiers constructeurs d'ordinateurs à tolérance aux pannes, destinés aux clients désirant un système capable de ne jamais s'arrêter, même en cas de problème matériel ou de changement logiciel. Ses clients venaient surtout du domaine des finances (Bourses, banques, assurances, distributeurs automatiques), où l'informatique est considérée comme outil de production et non seulement de gestion. Les systèmes Tandem utilisent une architecture appelée NonStop, fondée sur la redondance des processeurs, des disques, et des cartes de réseau et des circuits internes, qui servent alors de système de basculement rapide en cas d'une panne de l'un des composants. Tandem Computers débuta par la conception de ses propres processeurs dans les années 1970 mais migra vers des processeurs plus communs dans les années 1990. La société a été rachetée en 1997 par Compaq, qui désirait une ligne de serveurs haut de gamme. Compaq a été racheté par Hewlett-Packard et la gamme NonStop a été rebaptisée Integrity NonStop.
Le slogan de la société était : « redondance et symétrie », souvent illustré de photographies montrant l'usage courant de redondance associée à la symétrie dans la nature pour banaliser le concept.

## Histoire
Tandem Computers a été créé en 1974 par un groupe d'ingénieurs de Hewlett-Packard, dont James Treybig fut le principal instigateur. Leur plan d'affaires s'appuyait sur la création de systèmes informatiques tolérant aux pannes, en passant automatiquement les opérations en cours au moment de la panne, vers le système de secours, de façon transparente pour l'utilisateur et sans interruption de service. Ils désiraient également que ces systèmes rivalisent de prix avec les systèmes n'ayant aucune tolérance aux pannes, car le marché penchait plutôt vers les systèmes moins chers, quitte à développer des solutions propriétaires pour gérer les temps d'interruptions.
Le premier système fut le T/16, plus tard rebaptisé le NonStop I. Le design fut terminé en 1975 et Citibank fut le premier client en 1976. Le NonStop comprenait entre 2 et 16 modules de processeurs, chacun capable de 0,7 MIPS, avec leur mémoire dédiée, des contrôleurs d'E/S et des connexions doubles vers le bus inter-cpu appelé Dynabus. Les modules étaient construits pour qu'en cas de panne, il y ait toujours un bus inter cpu de libre pour continuer les opérations sans interruption totale. Les cpus étaient inspirés du HP 3000, et offraient un adressage sur 32 bits, ainsi qu'un stockage des données 16 bits sur pile. En réalité l'adressage ne pouvait occuper la totalité des 32 bits car certains bits étaient réservés pour les signaux. Le cpu NonStop avait également des registres intégrés pour offrir un accès plus rapide que la mémoire ordinaire.
Le NonStop I possédait son propre système d'exploitation, appelé Guardian. Guardian était le noyau permettant la tolérance de panne, car contrairement à ses concurrents, qui relançaient les programmes dans un autre cpu en cas de panne, Guardian tournait en permanence deux copies du même programme sur deux cpus différents (l'original et la copie), la synchronisation entre les deux intervenant lors de points de contrôle définis par le programmeur, ou dans certains cas de manière automatique et transparente via l'utilisation de la pile, permettant ainsi à la copie de reprendre l'exécution à partir du dernier point de contrôle reçu ou à la dernière instruction exécutée en cas d'arrêt soudain de l'original.
Les systèmes conventionnels de l'époque avaient des taux d'arrêt de l'ordre de quelques jours par an. Les systèmes NonStop visaient à réduire ce taux d'un facteur 100, avec une durée de fonctionnement sans interruption mesurée en années, tout en restant très compétitifs au niveau coût, en proposant un système bi-processeur au prix approximatif du double de celui d'un ordinateur central uniprocesseur (comparé à quatre fois pour les solutions de ses concurrents).
Le NonStop I fut suivi du NonStop II en 1981, qui améliorait un peu la vitesse d'exécution jusqu'à 0.8 MIPS, mais la mémoire passait de 384KB par cpu dans le NonStop I, à 2MB dans le NonStop II, tout en offrant un nouveau système de gestion de mémoire virtuelle, agrandissant ainsi l'espace d'adressage. En 1983 le NonStop TXP doublait la vitesse jusqu'à 2,0 MIPS et la mémoire vive à 8MB. Ces machines se servaient toutes du Dynabus, car il avait été prévu dès son design initial pour ne pas avoir à être modifié à chaque amélioration du matériel.
Avec l'arrivée du TXP, un nouveau système de bus à fibre optique fut introduit: FOX (Fiber Optic X) permettait de relier plusieurs TXP et NonStop II entre eux. Guardian tirait parti de ce réseau, grâce à sa capacité à faire passer des tâches entières d'un système à l'autre.
La société essaya de prendre une part du marché des ordinateurs personnels avec l'introduction, en 1985, d'un PC appelé Dynamite et tournant sous MS-DOS. Malheureusement, en raison d'erreurs de design initial, le PC fut surtout utilisé comme terminal, et fut retiré du marché après une courte vie.
L'année 1986 vit l'introduction du NonStop VLX, l'arrivée d'un nouveau Dynabus augmentant la vitesse de transfert de 13 Mbit/s à 40 Mbit/s (20 Mbit/s par bus indépendant) et FOX II qui élargissait le rayon d'action de 1 km à 4 km, puis du NonStop CLX, un mini-ordinateur destiné aux installations de tailles moyennes. Le CLX avait en gros la performance d'un TXP, mais à un prix beaucoup plus attrayant. À la fin de sa vie, le CLX n'était que 20 % plus lent que le VLX, mais n'offrait pas autant de possibilités d'extension.
Dans la même année, Tandem introduisit la première base de données SQL à tolérance aux fautes: NonStop SQL. NonStop SQL avait la capacité de s'assurer de la validité des données inter-systèmes, la base pouvant être partitionnée sur plusieurs disques et plusieurs systèmes en même temps, ce qui donnait une capacité d'expansion supérieure à celle de ses concurrents, souvent limitée à deux CPU. En 1989, la possibilité d'avoir des transactions inter systèmes fut ajoutée, une caractéristique unique pendant un certain temps.
Dès 1991, Tandem computers, souhaitant s'éloigner du design propre à ses cpus, débuta l'utilisation du design des processeurs MIPS R3000, basés sur l'architecture RISC dans ses nouveaux systèmes Cyclone/R et CLX/R. Les programmes déjà écrits pour la plateforme précédente étaient automatiquement interprétés par le code interne, donc ne nécessitant pas de recompilation, mais ils étaient considérablement plus lents que lorsque exécutés sur les machines d'origine. Tandem offrait un certain nombre d'outils pour convertir les programmes existants vers le code MIPS, et les nouveaux systèmes étant particulièrement moins chers que les précédents, la société comptait sur la conversion du code original en code MIPS natif pour attirer les clients vers les nouveaux produits.
En 1997, Tandem annonçait la gamme NonStop Himalaya S Series (du nom de code Sierra). Ces machines furent les premières à modifier l'architecture de la famille NonStop, en remplaçant le bus Dynabus par ServerNet, une sorte de routeur de messages basé sur TCP/IP qui avait la fonction de transférer des données directement d'un périphérique à l'autre sans avoir à transférer les données via le CPU, à des vitesses largement supérieures à FOX et Dynabus. Le R4400 et R10000, de la famille des S Series utilisait toujours des processeurs MIPS R4400 et R10000.
Dans ces systèmes, les circuits ne font pas de vérifications internes quant à leurs résultats, c'est pourquoi, afin de procéder à une sorte d'assurance d'intégrité, les processeurs étaient doublés de deux cpus fonctionnant en synchronisation, et d'un appareil vérifiant chaque donnée sortant de chaque cpu, et décidant d'arrêter le processeur en cas de discordance. Dans ce cas, Guardian prenait le relais et transférait l'exécution vers le processeur de copie, s'assurant qu'aucune donnée erronée ne puisse être introduite lors de ce transfert.
La gamme Integrity fut introduite en 1990, et utilisait une approche différente. Lorsqu'une faute de synchronisation était détectée, le module en faute était automatiquement désactivé et repris par sa copie. Ces systèmes fonctionnaient sous Unix plutôt que Guardian, la plupart des fautes étant gérées par le matériel lui-même plutôt que par le logiciel. Integrity fut vraisemblablement introduit sur le marché en réponse à Stratus Technologies, un des principaux concurrents de Tandem Computers. Bien que totalement différents du concept NonStop, les machines Integrity étaient basées sur les processeurs MIPS, puis utilisa ServerNet dans sa gamme Integrity S4000.
Tandem, souvent décrié pour son système d'exploitation propriétaire (Guardian), développa une interface fondée sur POSIX permettant d'accéder au monde Unix et de compiler des programmes Open Source. Unix n'ayant pas de système intégré de tolérance aux pannes, ces programmes ne peuvent pas bénéficier de la tolérance aux fautes logicielles offerte par Guardian. En revanche, ils profitent de la tolérance de panne matérielle.
Après l'acquisition par Compaq en 1997, lui-même racheté par Hewlett-Packard, la ligne NonStop utilise maintenant des processeurs Itanium et a été rebaptisée Integrity NonStop Servers. Les ordinateurs Unix Integrity ont pratiquement disparu, mais HP a adopté Integrity pour nommer ses serveurs basés sur l'Itanium.

## Culture d'entreprise
Tandem traitait ses employés avec beaucoup de respect, surtout dans les années où la société a atteint un chiffre d'affaires annuel d'un milliard de dollars. La société a mis en œuvre des programmes novateurs :
- TOPS : « Tandem Outstanding PerformerS » (« les meilleurs de chez Tandem ») - chaque salarié de l'entreprise pouvait être nommé pour ce prix, qui était décerné à seulement 5 % du personnel. Les gagnants, avec un invité de leur choix, étaient invités tous frais payés dans des lieux de villégiature exotiques tels que Hawaii ou Vail, pour plusieurs jours d'amusement et de travail en équipe. Le management venait parfois en tant qu'invité. Les "TOPS" étaient connus entre autres, pour leur bar ouvert 24 heures sur 24, où l'on pouvait rencontrer les vice-présidents senior et même le PDG de l'entreprise, autour de boissons et avec des récits sur les premières années de l'entreprise.
- Des stock-options - Chaque employé de l'entreprise recevait chaque automne des stock-options des actions de l'entreprise. Ainsi le personnel pouvait profiter de la hausse du cours de l'action.
- Congés sabbatiques - tous les employés américains gagnaient un congé sabbatique (payé) de six semaines tous les quatre ans. Ce congé pouvait être prolongé avec les vacances personnelles. Les employés qui décidaient d'utiliser ce congé pour des tâches d'intérêt général bénéficiaient de trois semaines supplémentaires.
- « First Friday » (=Premier vendredi) - une équipe de TV interne à l'entreprise produisait un programme mensuel diffusé en direct à toutes les implantations de Tandem dans le monde. Ce programme était en général informatif, mais il commençait généralement en mettant en vedette un membre de l'équipe de direction de façon humoristique.
- « Beer Bust » - Tandem souhaitait qu'une réunion informelle hebdomadaire réunisse tous les employés dans chacun de ses sites dans le monde. Ce nom de « Beer Bust » avait été retenu en raison de la mise à disposition de bière et de vin et d'aliments, payés par la société. Cela donnait aux employés un moyen de franchir les barrières hiérarchiques. On pouvait voir souvent des salariés de fonctions diverses regroupés la bière à la main, travaillant à résoudre un problème.
- « Third Class Mail » (="Messagerie de troisième classe) - Tandem a été une des premières entreprises où chaque employé avait accès à une messagerie électronique. Celle-ci était un développement interne bénéficiant des fonctionnalités Non Stop. Elle était divisée en trois classes. La troisième classe permettait aux employés de poser des questions, de partager des informations qui n'étaient pas liées à l'entreprise, de passer des annonces pour acheter ou vendre des biens. De nombreux « SIG » (Special Interest Groups = Groupes d'intérêt particulier) permettaient aux employés de partager des sujets d'intérêts divers.

Avec la baisse des profits dans les années 90, beaucoup de ces programmes ont été réduits ou arrêtés. Après le rachat par Compaq, lui-même racheté par HP, Tandem est devenu une société d'informatique comme les autres. Seul le « Beer Bust » a survécu, mais sous une forme très édulcorée car la plupart des sites d'entreprises interdisent l'alcool sur les lieux de travail.

## Sources
- (en) Cet article est partiellement ou en totalité issu de l’article de Wikipédia en anglais intitulé « Tandem computers » (voir la liste des auteurs).

### Articles commexes
- Tolérance aux pannes